# Zuckerzange

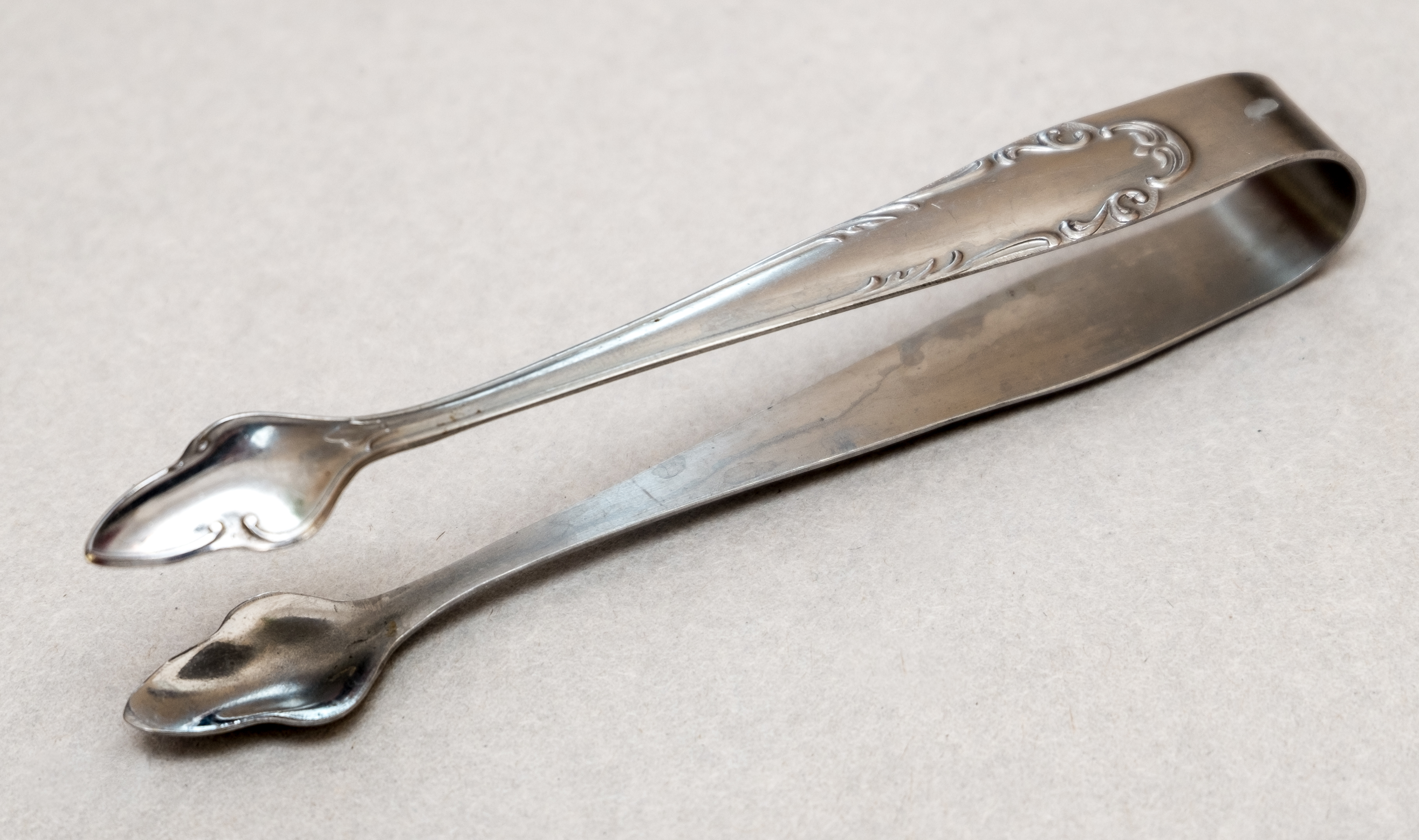
Zuckerzange

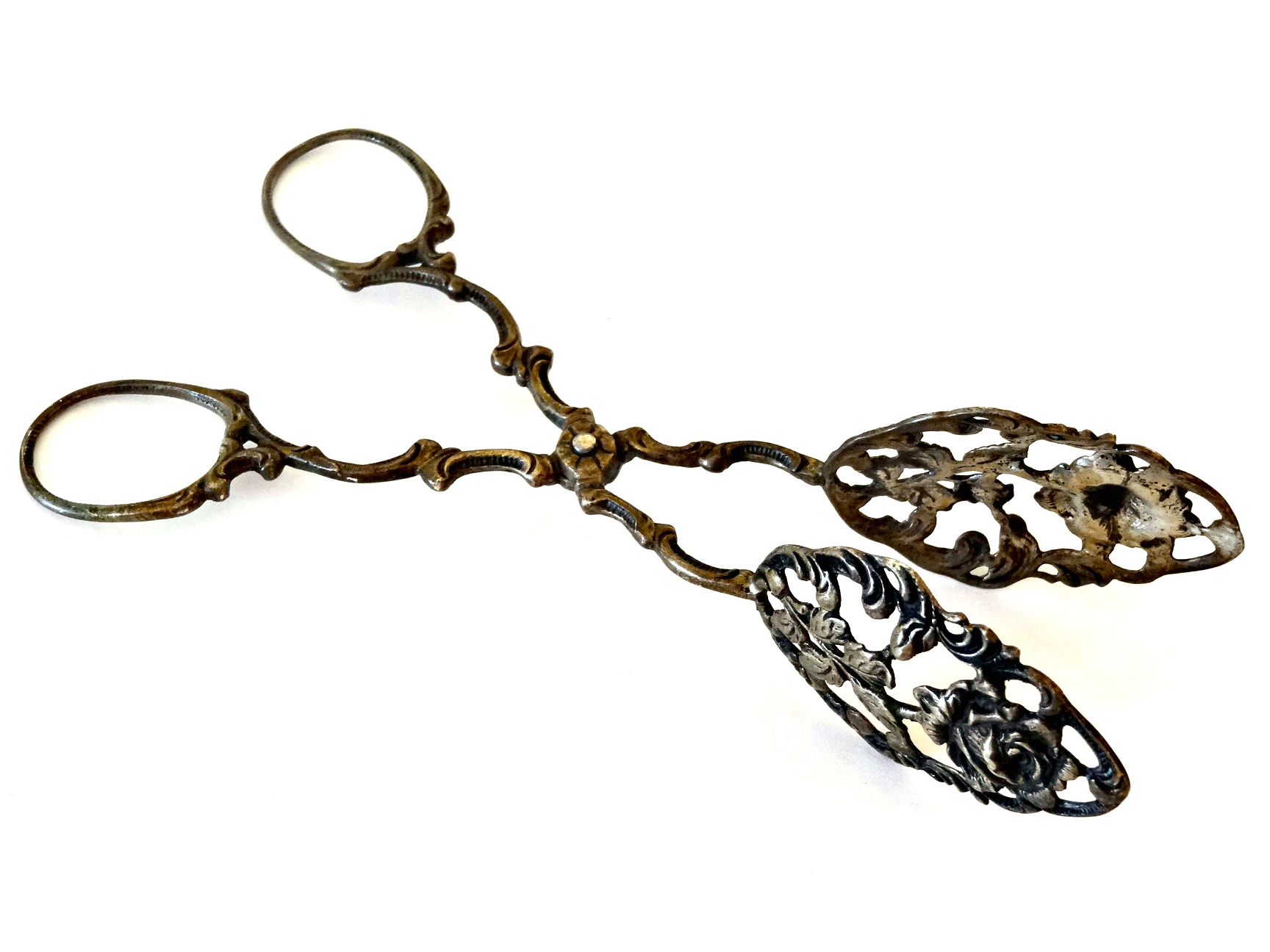
Zuckerzange mit löffelförmigen Enden

Eine Zuckerzange ist eine kleine Zange mit krallen- oder löffelförmigen Enden zum Greifen von Würfelzucker oder Kluntjes aus einer Zuckerdose oder Ähnlichem. Die Zuckerzange ist Teil des Vorlegebestecks.
Im weiteren Sinne handelt es sich um ein historisches Haushaltsgerät in Zangenform zum Zerkleinern eines Zuckerhuts, einen sogenannten Zuckerbrecher. Als Hilfsmittel zum Auflegen des Zuckerhuts bei der Feuerzangenbowle wird eine Feuerzange, seltener auch Zuckerzange genannt, eingesetzt. Bei der Zubereitung von Absinth kommt ein Absinthlöffel, ähnlich einer Feuerzange, zum Einsatz.